# Lac des Toules

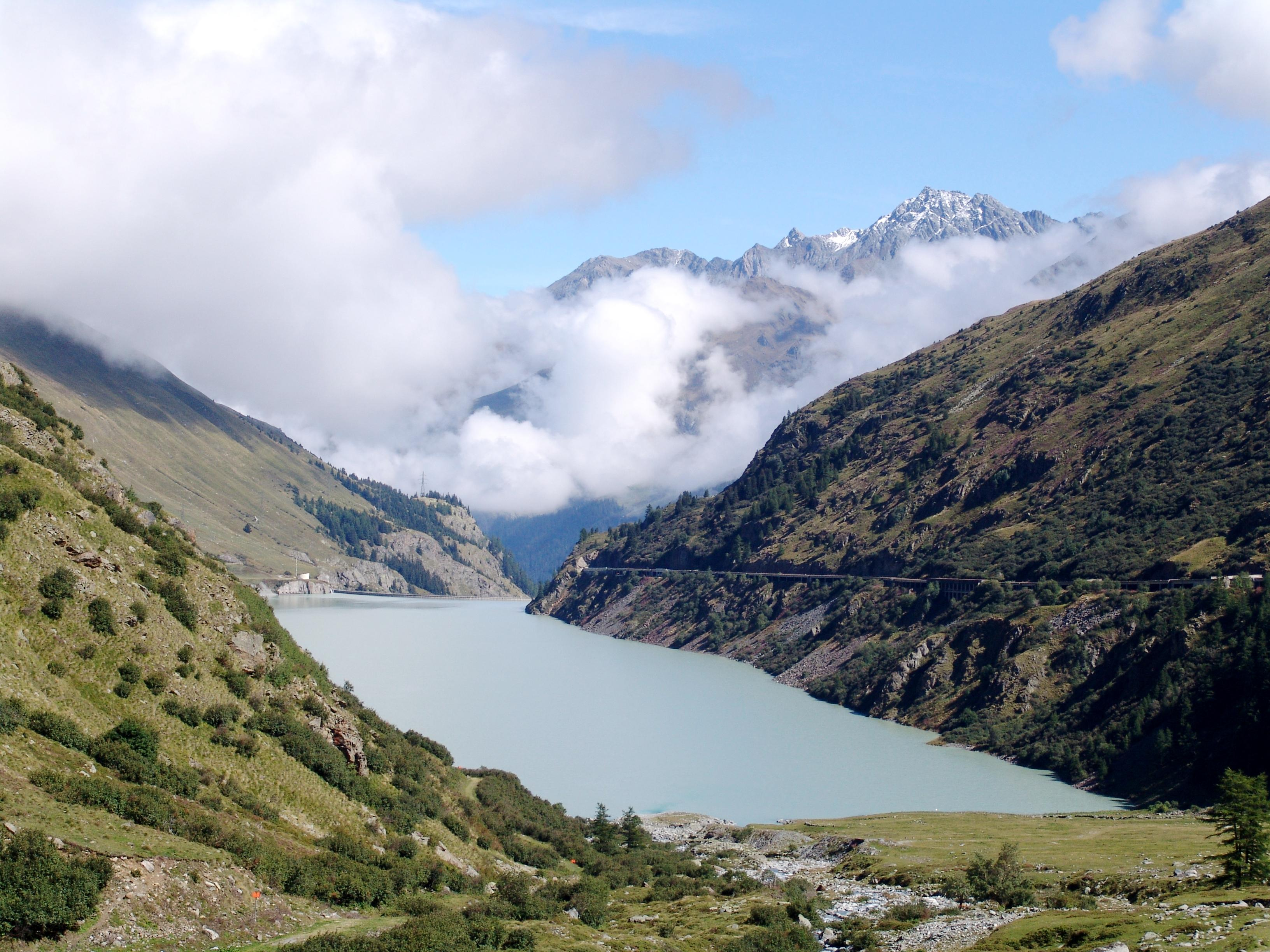
Jezioro Toules

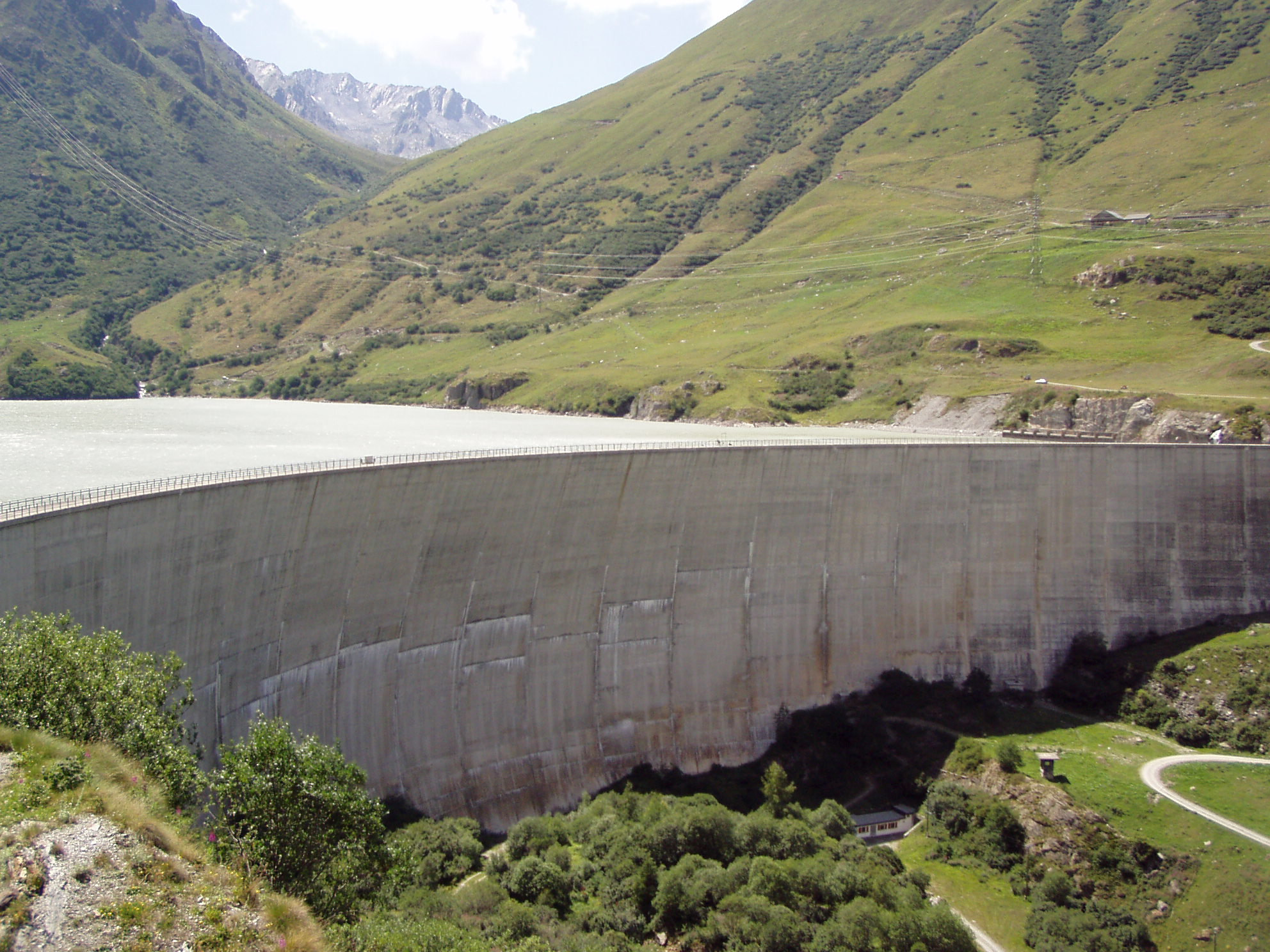
Zapora

Lac des Toules – sztuczny zbiornik retencyjny w dolinie Val d’Entremont, nieco poniżej Wielkiej Przełęczy Św. Bernarda, na zachodnim skraju Alp Pennińskich w Szwajcarii. Powstał w latach 1955–1963 poprzez przegrodzenie zaporą Toules rzeki Dranse d’Entremont powyżej miejscowości Bourg-Saint-Pierre w kantonie Valais.

## Zbiornik
Powierzchnia zbiornika wynosi 60 ha, a jego długość sięga 2 km. Przy maksymalnym poziomie lustra wody (1810 m n.p.m.) pojemność zbiornika wynosi 20,5 mln m³. Powierzchnia naturalnego zlewiska zbiornika wynosi 78,2 km³. Oprócz Dranse d’Entremont zbiornik zasilają wody roztopowe z 9 lodowców oraz rurociąg doprowadzający wodę z 3 ujęć poza zlewiskiem. Średniorocznie do zbiornika trafia ok. 100 mln m³ wody, z czego ok. 88% (2,79 m³/sekundę) pobierane jest do celów użytkowych w elektrowniach wodnych „Kaskady Dranse”. Właścicielem jest lokalne przedsiębiorstwo energetyczne Forces Motrices du Grand St Bernard, Usine de Pallazuit

## Zapora
Zapora Toules jest żelbetową zaporą typu lekkiego, o podwójnej krzywiźnie (skierowana wypukłością w stronę wysokiej wody). Była budowana w dwóch etapach. Najpierw w latach 1955–1958 r. wybudowano niską (korona na wysokości 1751 m n.p.m.) zaporę pierwotną wraz z ujęciem wody użytkowej oraz ze spustem służącym do opróżniania zbiornika. Następnie do 1964 r. ukończono zaporę właściwą, « dobudowaną » do pierwotnej od strony niskiej wody.
W latach 2008–2011 dokonano przebudowy zapory w celu jej wzmocnienia, podniesienia bezpieczeństwa zapory przy maksymalnych stanach wody oraz dostosowania jej do aktualnych warunków sejsmicznych. Koszt przebudowy wyniósł ok. 39 mln CHF.

## Instalacja fotowoltaiczna

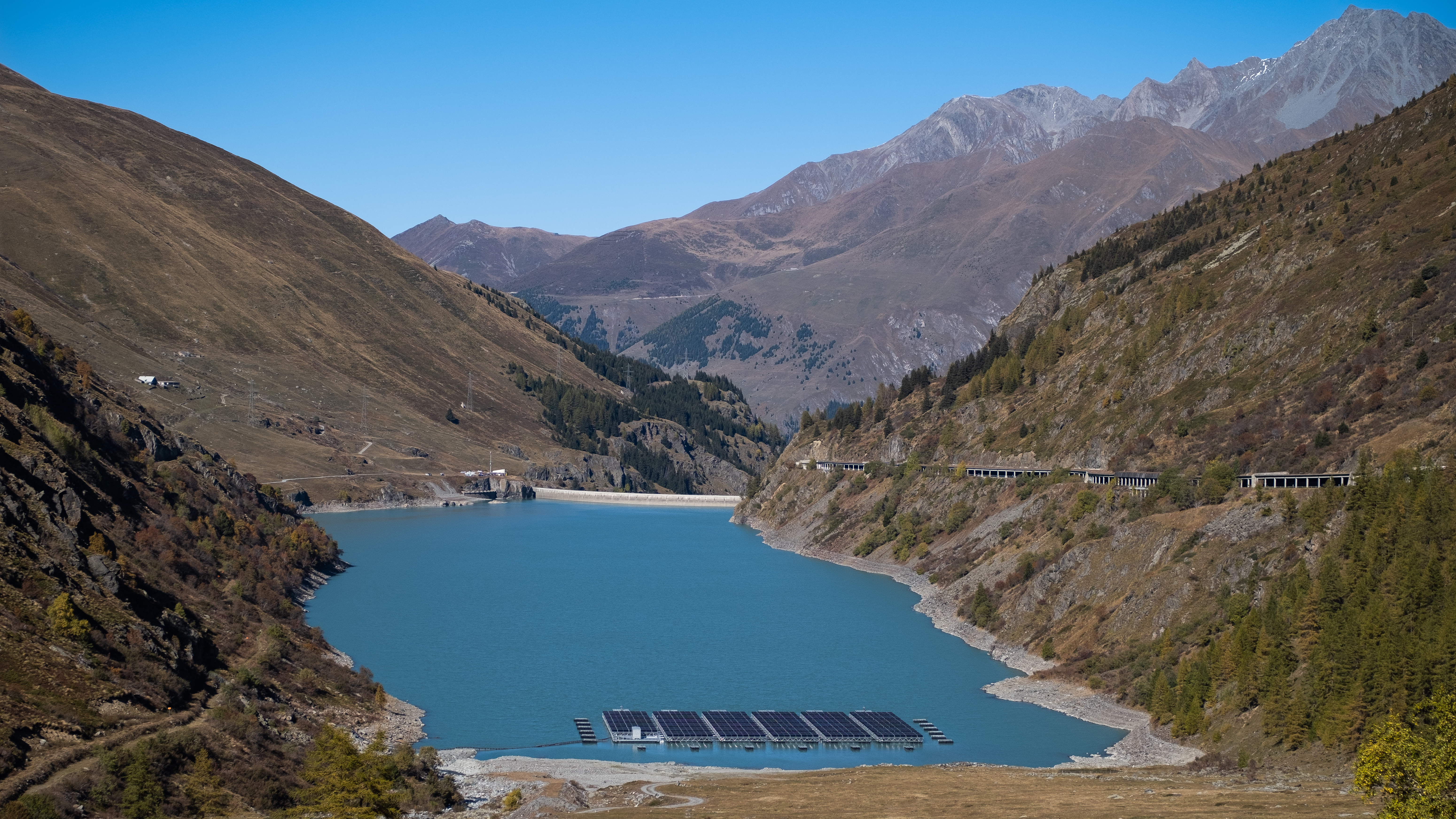
Zbiornik Toules w 2021 r., widoczna pływająca instalacja fotowoltaiczna

W grudniu 2019 r. w górnej części zbiornika uruchomiono pierwszą w Alpach pływającą instalację fotowoltaiczną, której właścicielem jest Romande Energie SA. Łączna powierzchnia paneli fotowoltaicznych wynosi 2240 m², a zamierzona roczna produkcja energii elektrycznej ma osiągnąć ok. 800 tysięcy kWh.
Wykonana z aluminium konstrukcja usytuowana jest na 1000 polietylenowych pływaków. Na niej zamontowanych jest 1400 dwustronnych paneli fotowoltaicznych wraz z niezbędnymi zespołami elektronicznymi. Całość utrzymywana jest przez cumy, które zostały zamocowane do obciążników na dnie zbiornika. Czyni to instalację niewrażliwą na zmiany poziomu wody w zbiorniku. Według założeń instalacja ma wytrzymać skrajne warunki klimatyczne panujące w rejonie zbiornika: wiatry do 120 km/h, temperatury do -30ºC oraz obciążenia dodatkowe, wynikające z pokrywy śniegowej. Żywotność instalacji przewidziano na 50 lat.

## Turystyka
Wschodnim brzegiem zbiornika, w większości w półotwartych galeriach przeciwlawinowych, biegnie droga nr 21 (szlak międzynarodowy z nowym oznaczeniem E27) z Martigny w dolinie Rodanu w kierunku Wielkiej Przełęczy Św. Bernarda i biegnącego pod nią tunelu. Z kolej przeciwnym (zachodnim) brzegiem jeziora biegnie wygodna ścieżka, którą biegną piesze szlaki turystyczne z Bourg-Saint-Pierre na Wielką Przełęcz Św. Bernarda: nr 6 (Chemin des cols alpins) oraz nr 70 (Via Francigena). Możliwa jest okrężna wycieczka wokół całego zbiornika (fr. Le tour du lac de Toules), która zajmuje ok. 4,5 - 5 godzin (ok. 13 km). Po zachodniej stronie zbiornika trasa biegnie wspomnianą wyżej ścieżką (1800–1900 m n.p.m.), natomiast po wschodniej wspina się na zbocza Croix de Tsousse do wysokości blisko 2300 m n.p.m.